# تشهل زري (سورماغ)
تشهل زري (بالفارسية: چهل زرعی) هي قرية تقع في إيران في الناحية المركزية، قسم سورماغ الريفي. سُجلت في إحصاء عام 2006 ميلادية ولم تُسجل أي معلومات عن عدد سكانها.